# Brother Where You Bound
Brother Where You Bound es el octavo álbum de estudio del grupo británico Supertramp, publicado por la compañía discográfica A&M Records en mayo de 1985. El álbum, grabado entre los Ocean Way Recording Studios de Hollywood y el estudio personal de Rick Davies en su hogar de Encino (California), fue el primer trabajo del grupo después de la salida de Roger Hodgson dos años antes. 
Tras su publicación, Brother Where You Bound obtuvo un éxito inferior a trabajos anteriores. Alcanzó el puesto veinte en la lista británica UK Albums Chart y el veintiuno en la estadounidense Billboard 200.

## Canciones
La canción «Better Days» incluyó un extenso final con las voces de los por entonces cuatro aspirantes a la Presidencia de los Estados Unidos en las elecciones presidenciales de 1984: varias citas de Geraldine Ferraro y Walter Mondale suenan en el canal de audio izquierdo, mientras que las de George H.W. Bush y Ronald Reagan suenan en el canal derecho, mezcladas con un extenso solo de saxofón de John Helliwell.
La canción que da título al álbum, «Brother Where You Bound», de dieciséis minutos de duración, contó con la participación de Scott Gorham en la guitarra rítmica y de David Gilmour en un solo de guitarra. Además, incluyó una lectura de la novela de George Orwell 1984. Una demo de la canción fue grabada durante las sesiones de ...Famous Last Words..., antes de la marcha de Roger Hodgson, pero fue rechazada por el grupo al sentir que era demasiado densa. En el momento de la grabación de la demo, la canción tenía unos diez minutos de duración.

## Publicación
Para despertar el interés de cara a su lanzamiento, Brother Where You Bound fue estrenado ante decenas de miembros de la prensa en un viaje fletado en el Orient Express de París a Venecia, donde los periodistas vieron el video completo de «Brother Where You Bound», dirigido por Rene Daalder. El grupo, normalmente de perfil bajo ante la prensa, realizó en esta ocasión varias apariciones públicas en medios de comunicación, con su presencia, entre otras, en el programa de radio Rockline después de una transmisión simultánea del video de «Brother Where You Bound» en MTV y en Global Satellite Network.

## Recepción
Bret Adams, de Allmusic, valoró positivamente el álbum y señaló que la exploración temática de las tensiones en la Guerra Fría «es anticuada y no ha envejecido muy bien... pero la música es un placer». En particular, Adams destacó el «sonido cristalino», las buenas actuaciones de los músicos invitados y la complejidad de las composiciones. También elogió al grupo por ser suficientemente «valiente» como para «volver a abrazar sus raíces de rock progresivo». A modo de conslusión, Adams escribió: «Desafortunadamente, Brother Where You Bound nunca recibió la atención que merecía. No es un álbum perfecto, pero fue un valiente proyecto de Supertramp a asumir».
Por otra parte, Prog Sphere escribió: «Brother Where You Bound es un excelente ejemplo de mezcla prog en su mejor momento, y como tal muy recomendable para cualquiera menos para esos seguidores que piensan que "pop" es inevitablemente una mala palabra».
La publicación de Brother Where You Bound fue seguida de una gira entre 1985 y 1986 por Norteamérica y Europa. El grupo, que no interpretó ninguna canción de Roger Hodgson, fue ampliado con la presencia de Scott Page, Mark Hart, Carl Verheen y Marty Walsh.
En junio de 2002, A&M Records reeditó una versión remasterizada de Brother Where You Bound junto al resto del catálogo musical del grupo entre 1974 y 1987.

## Lista de canciones
Todas las canciones escritas y compuestas por Rick Davies. 
| N.º | Título                    | Duración |  |
| 1.  | «Cannonball»              | 7:40     |  |
| 2.  | «Still in Love»           | 4:37     |  |
| 3.  | «No Inbetween»            | 4:37     |  |
| 4.  | «Better Days»             | 6:13     |  |
| 5.  | «Brother Where You Bound» | 16:31    |  |
| 6.  | «Ever Open Door»          | 3:03     |  |

## Personal
- Rick Davies: voz y teclados
- John Helliwell: saxofón
- Bob Siebenberg: batería
- Dougie Thomson: bajo
- Brian Banks: synclavier
- Cha Cha: coros (en «Still in Love»)
- David Gilmour: guitarra eléctrica (en «Brother Where You Bound»)
- Scott Gorham: guitarra rítmica (en «Brother Where You Bound»)
- Anthony Marinelli: synclavier
- Scott Page: flauta (en «Better Days» y «Brother Where You Bound»)
- Marty Walsh: guitarra (en «Cannonball», «Still in Love» y «Better Days»)
- Doug Wintz: trombón (en «Cannonball»)

## Posición en listas
| País                | Lista                           | Posición |
| ------------------- | ------------------------------- | -------- |
| Alemania Occidental | West German Media Control Chart | 4        |
| Australia           | Kent Music Report               | 22       |
| Austria             | Austrian Albums Chart           | 13       |
| Canadá              | RPM Albums Chart                | 11       |
| Estados Unidos      | Billboard 200                   | 21       |
| Francia             | French SNEP Albums Chart        | 3        |
| Italia              | Italian Albums Chart            | 19       |
| Noruega             | VG-lista Albums Chart           | 6        |
| Nueva Zelanda       | New Zealand Albums Chart        | 17       |
| Países Bajos        | Dutch Albums Chart              | 4        |
| Reino Unido         | UK Albums Chart                 | 20       |
| Suecia              | Swedish Albums Chart            | 7        |
| Suiza               | Swiss Albums Chart              | 2        |

| Sencillo     | País                | Lista                              | Posición |
| ------------ | ------------------- | ---------------------------------- | -------- |
| «Cannonball» | Alemania Occidental | West German Media Control Chart    | 60       |
| «Cannonball» | Australia           | Kent Music Report                  | 63       |
| «Cannonball» | Canadá              | RPM Singles Chart                  | 24       |
| «Cannonball» | Estados Unidos      | Billboard Hot 100                  | 28       |
| «Cannonball» | Estados Unidos      | Mainstream Rock Tracks             | 4        |
| «Cannonball» | Estados Unidos      | Dance Music/Club Play Singles      | 9        |
| «Cannonball» | Estados Unidos      | Hot Dance Music/Maxi-Singles Sales | 25       |
| «Cannonball» | Países Bajos        | Dutch Top 40                       | 39       |

## Certificaciones
| País     | Organismo certificador | Certificación | Ventas certificadas | Ref.   |
| -------- | ---------------------- | ------------- | ------------------- | ------ |
| Francia  | SNEP                   | Oro           | 260 000             | [ 25 ] |
| Canadá   | CRIA                   | Platino       | 100 000             | [ 26 ] |
| Alemania | BVMI                   | Oro           | 250 000             | [ 27 ] |
| España   | Promusicae             | Oro           | 50 000              | [ 28 ] |